# Redes sistêmicas
Redes sistêmicas, ou RS, são as unidades de um modelo ou técnica de organização da informação.

## Origem
A técnica das redes sistêmicas foi desenvolvida na década de 70, pelos pesquisadores Joan Bliss, Martin Monk e John Ogborn.
Nas redes sistêmicas as partes podem ser representadas por cada termo ou por um subconjunto da rede - os paradigmas; o todo, pela análise das relações entre termos, estabelecidas a partir da escolha dos conectores e da disposição dos termos na rede.
As redes sistêmicas não são tão simples quanto as árvores hierárquicas e nem tão complexas quanto os mapas conceituais, o modelo busca o equilíbrio entre o todo e as partes.
O modelo vem sendo aplicado desde o final dos anos 70 na área educacional de forma diversificada: na redução da quantidade de informações preservando a sua essência, na melhoria da organização de dados qualitativos, em linguagens de programação, no desenvolvimento de software, na preparação de material didático, na representação de conhecimento e das relações humanas.
Em 2003, foi desenvolvido o Gerador de Redes Sistêmicas, pelo professor Marcos Elia e por Ilan Chamovitz. Um sítio contendo a ferramenta e informações está disponível para testes em um servidor do Núcleo de Computação Eletrônica da Universidade Federal do Rio de Janeiro (UFRJ).